# Бад-Зассендорф
Бад-Зассендорф (нем. Bad Sassendorf) — община в Германии, в земле Северный Рейн-Вестфалия.
Подчиняется административному округу Арнсберг. Входит в состав района Зост. Население составляет 11 700 человек (на 31 декабря 2010 года). Занимает площадь 63,44 км².
Коммуна подразделяется на 12 сельских округов.
| Год  | Население |
| ---- | --------- |
| 1995 | 10 566    |
| 2000 | 10 987    |
| 2005 | 11 571    |
| 2010 | 11 619    |

## Фотографии

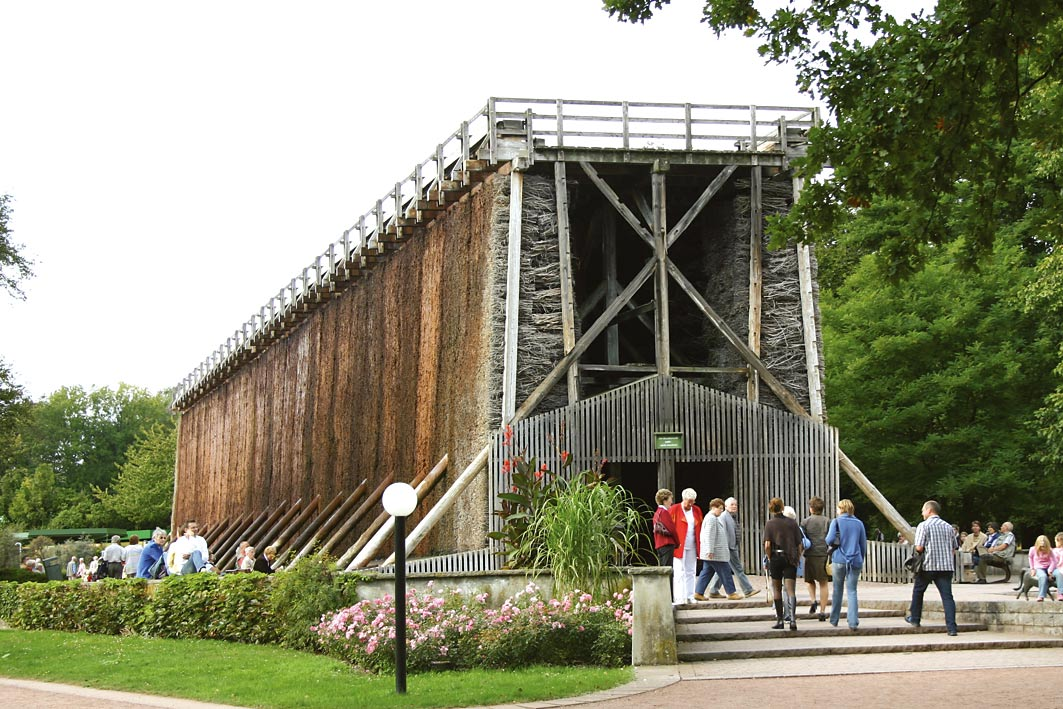
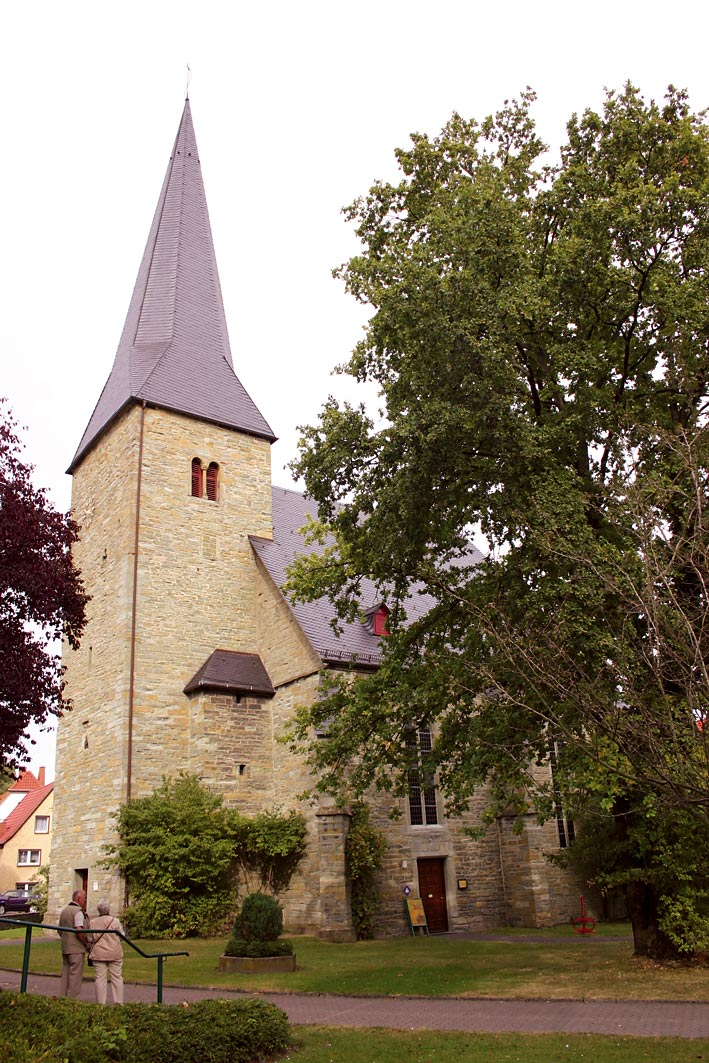